# Mari Emmanuel
Mar Mari Emmanuel (* 19. Juli 1970 in Habbaniyah, Irak), bürgerlich Robert Shlimon, ist ein Internet-Prediger und ehemaliger Bischof der Alten Kirche des Ostens. Er gelangte seit 2021 zu Popularität als religiöser Anführer und Mitbegründer der Christ the Good Shepherd Church (Christus, der gute Hirte) in Neuseeland und Australien, der über 100.000 Mitglieder nachgesagt werden.

## Leben
Er  wurde als Robert Shlimon im Jahre 1970 geboren. Er stammt nach eigenen Aussagen aus einer sehr gläubigen Familie assyrisch-christlicher Konfession, die erst in Habbaniyah und später in Bagdad lebte. Mit 15 wanderte er wie der Rest seiner Familie nach Australien aus. In Sydney besuchte er eine dortige Highschool.

### Junger Erwachsener
Er arbeitete während seines jungen Erwachsenenlebens in den 1990ern als Bankkaufmann.
Kurz vor dem Jahrtausendwechsel schlug er eine andere Laufbahn ein und wurde Diakon im Dienste der Alten Kirche des Ostens. Darauf folgend erhielt er 2009 die Priesterweihe.

### Probleme mit der Kirchenorganisation
Im August 2011 weihten Mar Yacoub Daniel und Mar Zaia Khoshaba Emmanuel zum Suffraganbischof für die Erzdiözese Australien und Neuseeland, der dem Metropoliten von Australien und Neuseeland assistiert. Zuvor unter dem Namen Emmanuel Shlimon bekannt, nahm er bei seiner Bischofsweihe den Bischofsnamen „Mari Emmanuel“ (nach dem Heiligen Mari von Edessa) an.
Im Juli 2013 verlieh Katholikos Mar Addai II. während eines Besuchs in Australien Emmanuel die patriarchale Bestätigung. Damals forderte er ihn jedoch auf, Änderungen in verschiedenen Bereichen wie dem liturgischen, theologischen und sozialen Verhalten vorzunehmen. Die Frist des Patriarchen lief ab, und Addai II. suspendierte Emmanuel im Juli 2014 mit der Begründung, dass er die vom Ersten Konzil von Nicäa im Jahr 325 n. Chr. erlassenen Kanones nicht befolgt habe. Die Suspendierung wurde im Dezember 2014 kurzzeitig aufgehoben, als Emmanuel erklärte, dass er die Dekrete des Patriarchen akzeptiere, wurde aber erneuert, als er ein zweites Mal seine Ablehnung zum Ausdruck brachte. Eine Zeit lang predigte Emmanuel in der Saint Zaia Cathedral in Middleton Grange, New South Wales.

### Konfessionsänderung
Im Januar 2015 wurde Emmanuel zum Bischof einer unabhängigen Kirche in der ostsyrischen Tradition, der Christ the Good Shepherd Church, in Wakeley ernannt. Seit 2023 ist er nicht mehr als Geistlicher in der Erzdiözese Australien, Neuseeland und Libanon der Alten Kirche des Ostens aufgeführt.

## Islamistischer Angriff 2024
Bischof Mari Mar wurde am 15. April 2024 von einem Sechzehnjährigen während der Predigt mit einem Messer attackiert. Er verlor sein rechtes Auge. Fünf weitere Menschen wurden ebenfalls verletzt. Der Täter schrie während der Tat „Allahu akbar“. Er gab an, dass der Bischof seine Religion, den Islam, beleidigt habe und er die Tat deshalb begangen habe. Laut Mari Mari gab es schon einen Monat vorher Todesdrohungen.

## Internetruhm
Mari Mar wurde als „Tik-Tok Prediger“ bekannt und lädt seit Anfang 2021 auch Videos auf YouTube hoch. Alleine dort hat er 1,2 Millionen Abonnenten (Stand Oktober 2024). Er wurde konfessionsübergreifend bekannt und steht für eine traditionalistische christliche Glaubensweise.